# What I Do
What I Do è un album in studio del cantante di musica country statunitense Alan Jackson, pubblicato nel 2004.

## Tracce
1. Too Much of a Good Thing – 3:08 (Alan Jackson)
2. Rainy Day in June – 4:40 (Jackson)
3. USA Today – 3:26 (Jackson)
4. If Love Was a River – 3:54 (Adam Wright, Shannon Wright)
5. If French Fries Were Fat Free – 4:16 (Jackson)
6. You Don't Have to Paint Me a Picture – 3:45 (Jackson)
7. There Ya Go – 3:13 (Dan Hill, Keith Stegall)
8. The Talkin' Song Repair Blues – 2:58 (Dennis Linde)
9. Strong Enough – 4:04 (A. Wright)
10. Monday Morning Church – 3:23 (Brent Baxter, Erin Enderlin)
11. Burnin' the Honky Tonks Down – 4:53 (Billy Burnette, Shawn Camp)
12. To Do What I Do (live recording) – 3:00 (Tim Johnson)